# Iakchos
Iakchos (altgriechisch Ἴακχος Íakchos) ist eine der in den Mysterien von Eleusis verehrten Gottheiten. Er ist eng verknüpft mit der Prozession der Mysten von Athen nach Eleusis und da insbesondere mit dem von den Teilnehmern ausgestoßenen ekstatischen Schrei (ἰαχή iachḗ, deutsch ‚Geschrei, Kriegsgeschrei‘). Sein Bildnis, das eine Fackel trägt, wurde in einem der Tempel der Demeter beim Pompeion beim Heiligen Tor von Athen aufbewahrt. Beim Zug nach Eleusis wurde das Bildnis der Prozession vorangetragen.
In den Fröschen des Aristophanes erscheint der Zug der Mysten:
CHOR
Iakchos, der du im ehrenreichen

Heiligtum hier wohnest,

Iakchos, Iakchos!

Lass den üppigen, beerenreichen

Myrtenkranz, dein Haupt umschwellend,

Duftig sich schütteln!

Stampfe den Takt mit keckem Fuß

Zur ungezügelten, wonnetrunknen,

Neckischen Feier!

Tanz ihn mit, den holdseligen,

Anmutreichen, dreimalheil’gen

Mystischen Reigen!
XANTHIAS leise.
Persephone, du Heil’ge, Benedeite,

Wie mystisch duftet hier das Schweinefleisch!
DIONYSOS.
Sei still, dann kriegst du auch vielleicht ein Würstchen!
CHOR
Aufflammen laß die blitzenden

Fackeln! Ja, du kommst, o Iakchos,

Und schwingst sie in Händen,

Du, beim nächtlichen Fest der Morgenstern!

Von Lichtern funkelt der Anger,

Greisen selbst regt sich das Knie,

Und sie schütteln der Sorgen

Und der bleichenden Jahre Last

Vom Haupte, verjüngt

Durch die heilige Festlust!

Aber du, o Seliger,

Leuchte voran mit der Fackel

Glänzendem Leitstern

Zum blumig betauten Gefild

Dem schwebenden Jünglingsreigen!
Obwohl in etwas ironisch gebrochener Form dargestellt, sind die wesentlichen mit Iakchos verknüpften Elemente klar herausgehoben, nämlich Ruf, Tanz und das Tragen der Fackel.
Iakchos wurde bereits bei den Tragikern mit Dionysos gleichgesetzt. Bei Platon schließlich wird er darüber hinaus als Psychopompos mit Hermes identifiziert, der die Seelen in die Unterwelt führt, während Dionysos sie aus der Unterwelt zur Reinkarnation bringt. In den orphischen Hymnen wird er mit anderen Gestalten der eleusinischen Mythen wie Eubuleus und Dysaules identifiziert und erscheint als männliches Gegenstück der mannweiblichen Mise.
Eine mythologische Genealogie erhält Iakchos erst spät in den Dionysiaka des Nonnos. Dort ist Iakchos der Sohn von Dionysos und der von ihm vergewaltigten jungfräulichen Jägerin Aura. Aura gebiert Zwillinge und tötet den einen Zwilling, der andere – Iakchos – wird aber von Artemis gerettet und auf Geheiß des Dionysos nach Eleusis gebracht, wo die Mänaden des Heiligtums sich seiner annehmen.